# Abtsgmünd
Abtsgmünd är en kommun och ort i Ostalbkreis i regionen Ostwürttemberg i Regierungsbezirk Stuttgart i förbundslandet Baden-Württemberg i Tyskland.  Abtsgmünd har cirka 7 600 invånare år.